# Lignan-sur-Orb
Lignan-sur-Orb település Franciaországban, Hérault megyében. Lakosainak száma 3227 fő (2022. január 1.). Lignan-sur-Orb Béziers, Corneilhan, Maraussan és Thézan-lès-Béziers községekkel határos.

## Népesség
A település népességének változása:
| Lakosok száma | 654  | 1867 | 2543 | 2932 | 2922 | 3038 | 3199 | 3218 | 3221 | 3227 |
|               | 1968 | 1982 | 1990 | 2006 | 2013 | 2015 | 2017 | 2019 | 2020 | 2022 |